# Яблонь-Косьцельна
Яблонь-Косьцельна (пол. Jabłoń Kościelna) — село в Польщі, у гміні Нові Пекути Високомазовецького повіту Підляського воєводства.
Населення — 463 особи (2011).
У 1975-1998 роках село належало до Ломжинського воєводства.

## Демографія
Демографічна структура станом на 31 березня 2011 року:
|          | Загалом | Допрацездатний вік | Працездатний вік | Постпрацездатний вік |
| -------- | ------- | ------------------ | ---------------- | -------------------- |
| Чоловіки | 225     | 57                 | 141              | 27                   |
| Жінки    | 238     | 57                 | 125              | 56                   |
| Разом    | 463     | 114                | 266              | 83                   |